# Oktyabrsky (huyện Perm)
Huyện Oktyabrsky (tiếng Nga: ? райо́н) là một huyện hành chính tự quản (raion), của Vùng Perm, Nga. Huyện có diện tích 3410 km², dân số thời điểm ngày 1 tháng 1 năm 2000 là 40200 người. Trung tâm của huyện đóng ở Oktyabrsky.